# Anthomyia vittiventris
Anthomyia vittiventris este o specie de muște din genul Anthomyia, familia Anthomyiidae, descrisă de Ackland în anul 1987. Conform Catalogue of Life specia Anthomyia vittiventris nu are subspecii cunoscute.